# Arts voor verstandelijk gehandicapten
De arts verstandelijk gehandicapten (arts VG)
De arts VG is een specialist die medische zorg biedt aan mensen met een verstandelijke beperking. Deze zorg is gericht op het voorkomen, behandelen en omgaan met lichamelijke en psychische problemen die verband houden met de beperking. Hij of zij werkt samen met de huisarts en verleent eerstelijnszorg, waarbij de arts VG zich richt op de handicapgebonden zorg.  Daarnaast is er een samenwerking met diverse andere zorgverleners, zoals medisch specialisten, gedragskundigen, psychologen, paramedici en andere zorgprofessionals.
Missie van de arts VG: beschikbare en toegankelijke zorg
Mensen met een verstandelijke beperking hebben recht op een zo goed mogelijke kwaliteit van leven, rekening houdend met hun beperkingen. Dat betekent dat ze hoogwaardige zorg krijgen: effectieve, veilige en doeltreffende gespecialiseerde zorg, gebaseerd op wetenschappelijk bewijs en richtlijnen. Zorg die wordt geleverd door goed opgeleide professionals, die de cliënt centraal stellen. En die aandacht hebben voor hun specifieke behoeften (zoals communicatie die aansluit bij de individuele cliënt) en welzijn. Die zorg is beschikbaar en toegankelijk, ongeacht de locatie waar de cliënt woont (thuis of in een zorgorganisatie).
Wat is daarvoor nodig?
Om de missie uit te kunnen voeren moeten de volgende randvoorwaarden ingevuld worden:
- Voldoende artsen VG en dus een hogere instroom van aios VG in de opleiding
- Voldoende ondersteuning, bijvoorbeeld door praktijkassistenten en -ondersteuners
- Goede samenwerkingsafspraken met aanverwante sectoren, zoals de huisartsenzorg en de ggz
- Passende financiering van de zorg voor alle cliënten, ongeacht zorgproduct of indicatie.

De NVAVG
De Nederlandse Vereniging Artsen VG (NVAVG) heeft ongeveer 330 leden, die vrijwel allemaal arts VG of aios VG zijn. Veel leden maken deel uit van commissies.  Binnen de NVAVG zijn er tien commissies die hun kennis en expertise delen, bijvoorbeeld op gebied van ethiek, deskundigheidsbevordering en wet- en regelgeving. Daarnaast dragen de leden bij aan richtlijnontwikkeling, het uitvoeren van onderzoek, het verzorgen van scholing en het begeleiden van coassistenten.
Lopende projecten
De NVAVG is actief op diverse thema's met betrekking tot kwaliteit, financiering en organisatie van zorg. Zo lopen er projecten op gebied van
- arbeidsmarktstrategie (afgerond)
- professionalisering
- praktijkvoering (hoe kan de arts VG zo efficiënt ingezet worden en welke ondersteuning is daarvoor nodig)
- richtlijnen in de langdurige zorg
- data-uitwisseling

Ga voor de meest recente informatie naar www.nvavg.nl